# 普里揚舒·拉賈瓦特
普里揚舒·拉賈瓦特（英語：Priyanshu Rajawat，2002年2月1日—），來自中央邦，印度男子羽毛球運動員，他是印度在2022年湯姆斯盃奪冠的隊伍成員之一。

## 生平
普里揚舒·拉賈瓦特來自中央邦達爾，父親經營影印店，姊姊塔尼亞·拉賈瓦特（Taneea Rajawat）是寶萊塢演員；他最初受訓於當地的羽球教練蘇迪爾·維爾馬（Sudhir Verma），後轉往戈比昌德羽毛球學院訓練。
普里揚舒在2019年巴林國際系列賽男子單打決賽以2比1（16-21、21-7、21-12）逆轉加拿大的詹森·安東尼·何舒，奪下首座成人國際賽桂冠；2021年，他在烏克蘭國際賽及印度國際挑戰賽皆奪冠。

### 2022年
2022年1月，普里揚舒在奧里薩公開賽首次晉級世界巡迴賽決賽，最終以15－21、21－14、18－21敗於基蘭·喬治。同年4月，普里揚舒於印度舉辦之選拔賽中擊敗基蘭·喬治，成為該年湯姆斯盃、大英國協運動會、亞洲運動會代表隊成員。普里揚舒在5月舉行的曼谷湯姆斯盃，僅在小組賽面對加拿大時出賽，他在第三點男子單打以21－13、20－22、21－14擊敗賴浩俊，助印度以5比0取勝並取得淘汰賽席位；最終印度在決賽以3比0擊敗印尼，參賽73年以來首次捧盃。

### 2023年
2023年4月，普里揚舒參加超級300級別的奧爾良大師賽。本應從資格賽出發的他遞補進正賽後，在第二輪賽事以21－8、21－16爆冷擊敗賽會第一種子西本拳太，此後接連擊敗臺灣的戚又仁、愛爾蘭的阮日晉級決賽；決賽中，他以2比1（21-15、19-21、21-16）擊敗丹麥新秀馬格努斯·約翰內森，奪得生涯首座巡迴賽冠軍。

## 主要比賽成績
只列出曾進入準決賽的國際賽事成績：
| 年份   | 賽事                         | 公開賽級別 | 項目     | 成績   |
| ------ | ---------------------------- | ---------- | -------- | ------ |
| 2019年 | 巴林羽毛球國際系列賽         | 國際系列賽 | 男子單打 | 冠軍   |
| 2021年 | 烏克蘭羽毛球國際賽           | 國際系列賽 | 男子單打 | 冠軍   |
| 2021年 | 印度羽毛球國際挑戰賽         | 國際挑戰賽 | 男子單打 | 冠軍   |
| 2022年 | 奧里薩羽球公開賽             | 超級100賽  | 男子單打 | 亞軍   |
| 2022年 | 湯姆斯盃                     | 其他       | 男子團體 | 冠軍   |
| 2022年 | 恰蒂斯加爾邦羽毛球國際挑戰賽 | 國際挑戰賽 | 男子單打 | 冠軍   |
| 2022年 | 孟加拉羽毛球國際挑戰賽       | 國際挑戰賽 | 男子單打 | 亞軍   |
| 2023年 | 奧爾良羽毛球大師賽           | 超級300賽  | 男子單打 | 冠軍   |
| 2023年 | 澳洲羽毛球公開賽             | 超級500賽  | 男子單打 | 準決賽 |
| 2023年 | 賽義德·莫迪羽毛球國際賽      | 超級300賽  | 男子單打 | 準決賽 |
| 2024年 | 加拿大羽毛球公開賽           | 超級500賽  | 男子單打 | 準決賽 |
| 2024年 | 賽義德·莫迪羽毛球國際賽      | 超級300賽  | 男子單打 | 準決賽 |

| 2018-2026年 | 總決賽 | 超級1000賽 | 超級750賽 | 超級500賽 | 超級300賽 | 超級100賽 | 國際挑戰賽 | 國際系列賽 | 未來系列賽 | 其他 |

### 世界冠軍頭銜
普里揚舒·拉賈瓦特在羽毛球生涯中共奪得1項羽毛球世界冠軍頭銜。
| 賽事     | 奪冠次數 | 年份               |
| -------- | -------- | ------------------ |
| 湯姆斯盃 | 1        | 2022年（男子團體） |
| 總計     | 1        |                    |

## 外部連結
- 普里揚舒·拉賈瓦特在世界羽球聯盟的登錄資料